# Gornja Obrijež
Gornja Obrijež – wieś w Chorwacji, w żupanii pożedzko-slawońskiej, w mieście Pakrac. W 2011 roku liczyła 81 mieszkańców.